# Dmitrij Konyszew
Dmitrij Konyszew (ros. Дмитрий Борисович Конышев; ur. 18 lutego 1966 w Gorki) – rosyjski kolarz szosowy startujący w profesjonalnych ekipach w latach 1989 - 2006.
Srebrny i brązowy medalista mistrzostw świata, etapowy zwycięzca wyścigów Tour de France, Giro d’Italia i Vuelta a España, dwukrotny uczestnik igrzysk olimpijskich.

## Najważniejsze osiągnięcia
- 1989
  - 1. miejsce w Coppa Ugo Agostoni
  - 1. miejsce w Giro dell’Emilia
  -  2. miejsce w mistrzostwach świata (start wspólny)
- 1990
  -  1. miejsce w mistrzostwach ZSRR (start wspólny)
  - 1. miejsce na 17. etapie Tour de France
- 1991
  - 1. miejsce na 3. etapie Tirreno-Adriático
  - 1. miejsce na 19. i 22. etapie Tour de France
- 1992
  -  3. miejsce w mistrzostwach świata (start wspólny)
- 1993
  -  1. miejsce w mistrzostwach Rosji (start wspólny)
  - 1. miejsce na 5. i 12. etapie Giro d’Italia
- 1994
  - 1. miejsce na 1. etapie Ronde van Nederland
- 1995
  - 1. miejsce w Giro del Friuli
- 1996
  - 1. miejsce na 18. etapie Vuelta a España
- 1997
  - 1. miejsce w Grand Prix de Wallonie
  - 1. miejsce na 9. etapie Giro d’Italia
  - 1. miejsce na 4. etapie Vuelta a Murcia
  - 1. miejsce na 9. etapie Tour de Pologne
- 1998
  - 1. miejsce na 4. etapie Volta a la Comunitat Valenciana
- 1999
  - 1. miejsce w Coppa Sabatini
  - 1. miejsce w Grand Prix de Fourmies
  - 1. miejsce na 14. etapie Tour de France
- 2000
  - 1. miejsce w Giro della Romagna
  - 1. miejsce na 6. etapie Giro d’Italia
- 2001
  -  1. miejsce w mistrzostwach Rosji (start wspólny)
  - 1. miejsce w Coppa Sabatini
  - 1. miejsce na 5. etapie Tour de Suisse
- 2004
  - 1. miejsce w Tour du Lac Léman
  - 1. miejsce na 4a etapie Euskal Bizikleta
- 2005
  - 1. miejsce na 1. etapie Vuelta a Asturias

## Starty w Wielkich Tourach
| Grand Tour | 1989 | 1990 | 1991 | 1992 | 1993 | 1994 | 1995 | 1996 | 1997 | 1998 | 1999 | 2000 | 2001 | 2002 |
| ---------- | ---- | ---- | ---- | ---- | ---- | ---- | ---- | ---- | ---- | ---- | ---- | ---- | ---- | ---- |
| Giro       | DNF  | 30.  | -    | -    | 26.  | DNF  | DNF  | DNF  | 37.  | 51.  | -    | 57.  | 75.  | 103. |
| Tour       | -    | 25.  | 52.  | DNF  | -    | -    | DNF  | -    | -    | DNF  | 62.  | -    | -    | -    |
| Vuelta     | -    | -    | DNF  | DNF  | -    | -    | -    | 35.  | -    | -    | -    | -    | -    | -    |